# ناحية جبارة
ناحية جبارة هي ناحية كانت تابعة لقضاء كفري ثم أصبحت من قضاء خانقين ثم بأمر إداري في 2 تموز سنة 2025 أصبحت تابعة لقضاء قرة تبة، شمال محافظة ديالىشمال شرق بغداد، وسط جمهورية العراق، حدود ناحية جبارة من الشمال مركز قضاء كفري، ومن الجنوب مركز قضاء قرة تبة ومن الشرق ناحية كوكس ومركز قضاء خانقين، ومن الغرب محافظة صلاح الدين وناحية سليمان بيك، مساحة ناحية جبارة 503 كيلومترات مربعة، وموقعها بين دائرة العرض 34.30,0 شمالاً، وخطي الطول 44.45.0,45.0 شرقاً. المسافة بين ناحية جبارة ومدينة بعقوبة 110 كيلومترات، وفي الناحية نحو 30 قرية، وفي 14 أيلول سنة 2020 ذكر موقع شفق نيوز الكردي أن ناحية جبارة أصغر ناحية في محافظة ديالى وهي تابعة لقضاء خانقين تبعد عنها حوالي 70 كم ويبلغ عدد سكانها 22 الف نسمة ومساحتها 16 الف دونم،[محل شك] وأنها من المناطق المتنازع عليها بين الحكومة الاتحادية العراقية وحكومة إقليم كردستان العراق. وقال رئيس مجلس ناحية جبارة إن في الناحية «ثلاث ابار نفطية موجودة ضمن الرقعة الجغرافية للناحية تقع قرب قرية السادة لكنها متوقفة عن العمل حيث تم غلقها وتأمين حراستها دون ان تستغل». ألغيت الناحية ثم أُعيدت يوم 1 كانون الثاني سنة 2000.